# Швянтої
Швянтої (лит. Šventoji) — курортне селище на заході Литви, на березі Балтійського моря, біля самого гирла однойменної річки. В адміністративному відношенні - частина міста Паланга. Загальна чисельність населення станом на 2012 рік становила 2631 особа.
На північній околиці, там, де закінчується селище, межа Паланги збігається з литовсько-латвійської кордоном. Через Швянтої йде найкоротший шлях з Клайпеди і Паланги в Лієпаю і Вентспілс.
Швянтої є важливим археологічним пам'ятником, оскільки перші артефакти датовані приблизно 3000 р. до н. е. У місті також був знайдений відомий очерет у формі голови лося. Це колишнє рибальське селище, яке зараз перетворене на туристичне місто. Місто завжди намагалося розвинути порт, який иав конкурувати з сусідніми Клайпедою та Лієпаєю.

## Історія

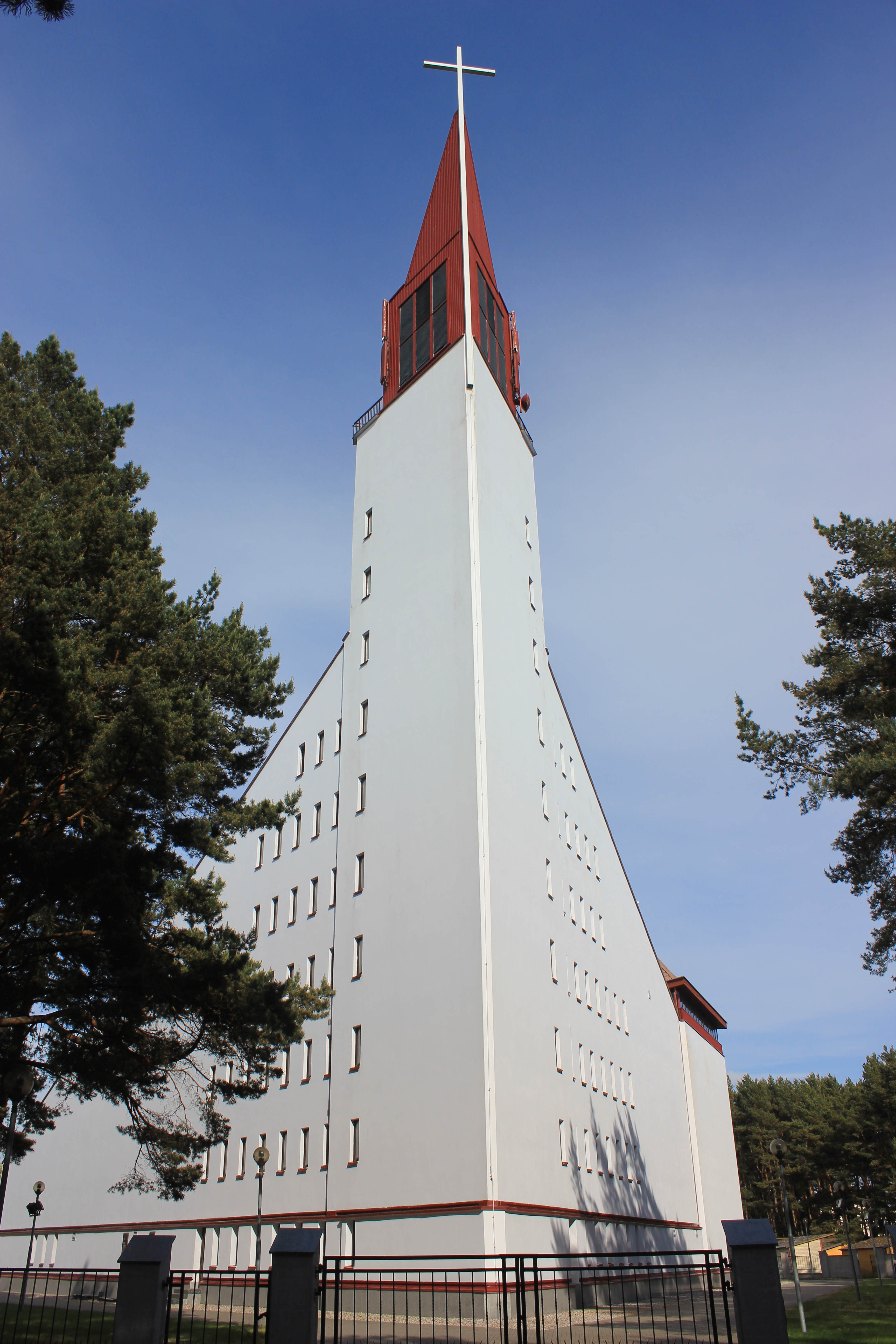
Костел Пресвятої Діви Марії Зірки морів в Швянтої

Швянтої позначений на карті Г. Целіюса з 1542 року. Місцеві жителі торгували з сусідами, сюди прибували іноземні купці. Порт Швянтой був серйозним конкурентом інших портів, особливо після того, як англійські купці отримали привілей на відкриття порту, в який могли б заходити великі торгові судна. Протягом багатьох століть тут знаходилося єдине литовське «вікно в Європу», оскільки Мемель (нинішній литовський порт Клайпеда) ще в XIII столітті почав відбудовуватися як північний форпост Східної Пруссії.
У 1685 року селищу Швянтої було дано дозвіл на самостійну торгівлю і розвиток морського промислу, що справило значний вплив на економіку порту.
В 1701 році, під час Північної війни, порт в селищі був зруйнований. І все ж надія на його відновлення ніколи не згасала. Уже в XVIII століттях вносилися різні проекти по його відновленню, але лише в 1923-1925 роках почалися відновлювальні роботи.
З 1919 по 1921 рік (разом з Палангою) входив до складу Латвії. Тоді ж між Литвою і Латвією розгорілася суперечка про приналежність цих територій, в результаті вирішений міжнародною арбітражною комісією, і з 21 березня 1921 року вони були передані Литві згідно з литовсько-латвійським договором. 
В 1939-1940 роках, після німецької анексії Клайпеди, велися роботи на південному і північному молах. Але якщо в старі часи курши і жямайти, які проживали тут, використовували гирло однойменної річечки в основному для відстою своїх рибальських човнів, то в умовах першої республіки, коли Клайпеда знову перейшла до Німеччини, Швянтої став єдиними морськими воротами республіки - тут влаштували гавань, почистили і поглибили дно, влаштували причали і проклали дороги (історики зазначають: рибальське  селище, отримавши державне фінансування, почало оживати і розвиватись). Як знакова подія століття відзначили захід у порт першого комерційного вантажного судна, що доставило в Литву необхідні товари, потім це стало звичайним явищем. Але великі судна не могли заходити в порт, так як пісок заносив портові ворота. Однак крапку в цьому розвитку поставила Друга світова війна.
Після Другої світової війни стратегічний розвиток містечка кардинально змінився. Литва отримала в свій склад великий морський порт Клайпеда, неподалік, в Латвії, розвивався зручний порт Лієпая, і тому про Швянтої знову забули. Територія порту належала рибальському господарству «Паюріс». Зате селище придбало культовий курортний статус.
У 1957 році, для вказівки шляху в Швянтойський порт, на території селища був побудований Швянтойський маяк.
З 1972 року Швянтої адміністративно увійшов до складу міста Паланги.

## Пам'ятки
У Швянтої стоїть костел Пресвятої Діви Марії Зірки морів, побудований на початку XXI століття на місці колишньої дерев'яної церкви (1931). Працюють загальноосвітня школа, амбулаторія, пошта, торговий центр. Багато готелів, вілл, будинків відпочинку, кафе і барів. На березі річки (східна частина селища) стоїть занедбана естрада. Влітку у селищі вирує жваве курортне життя.

## Галерея

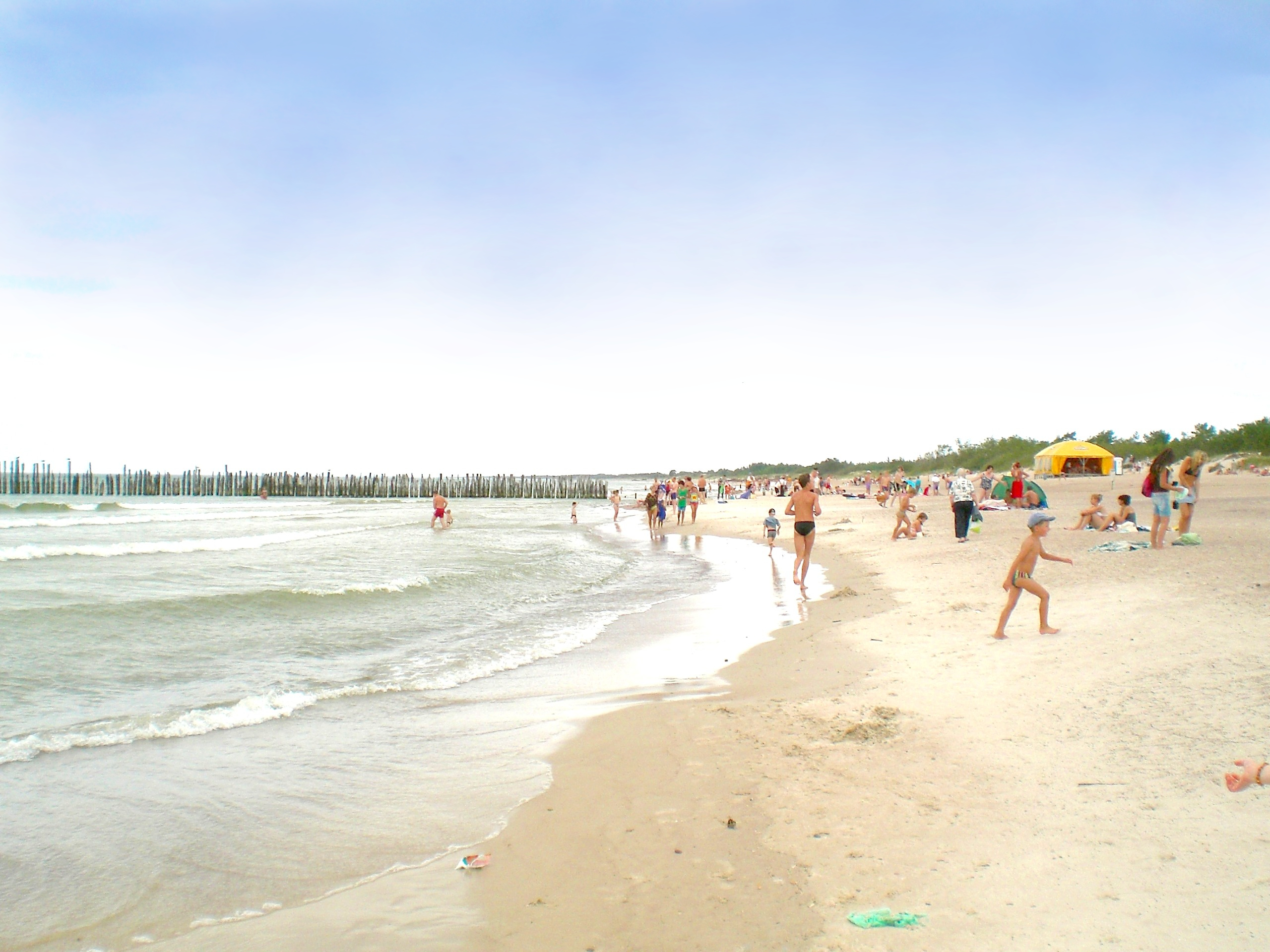
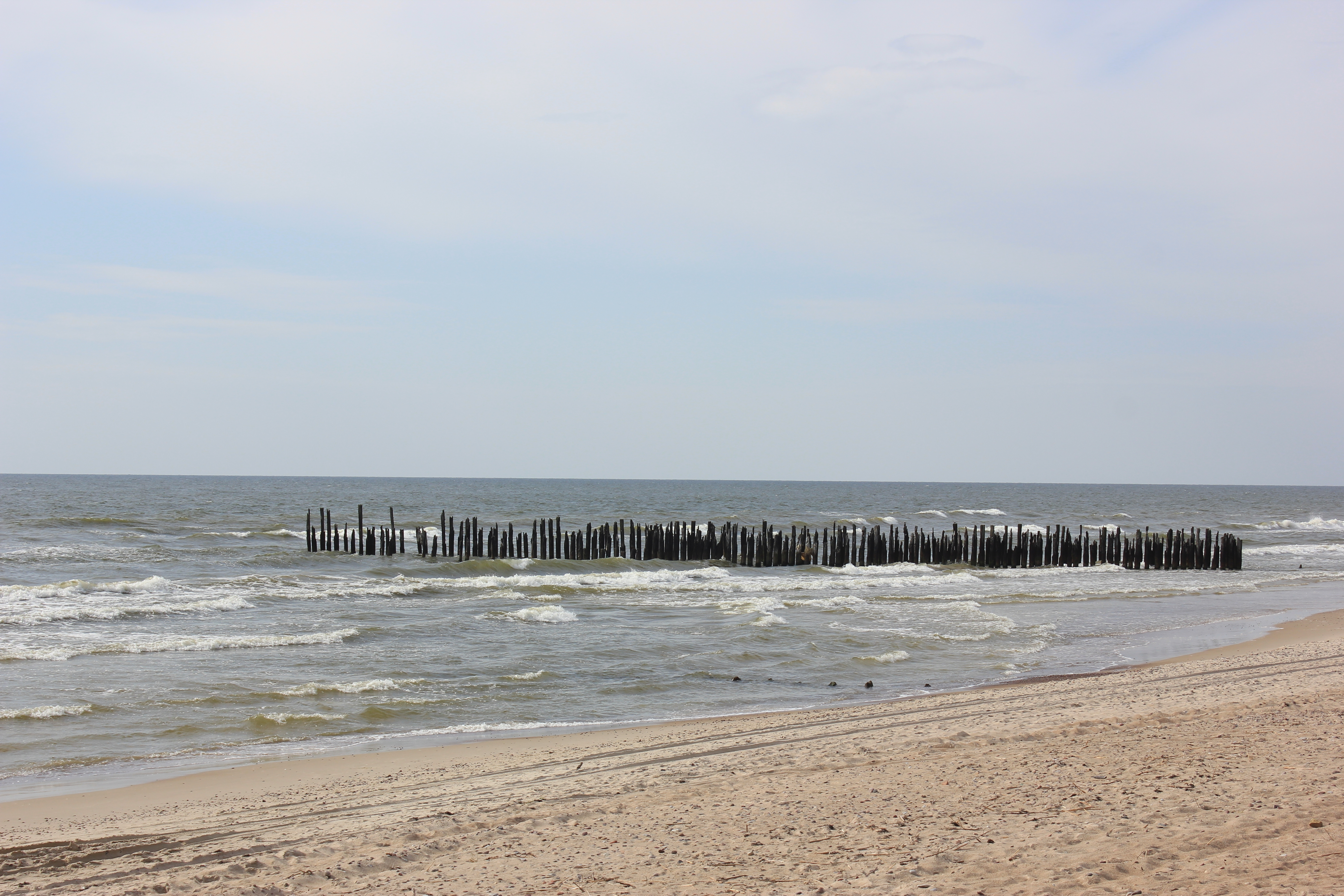
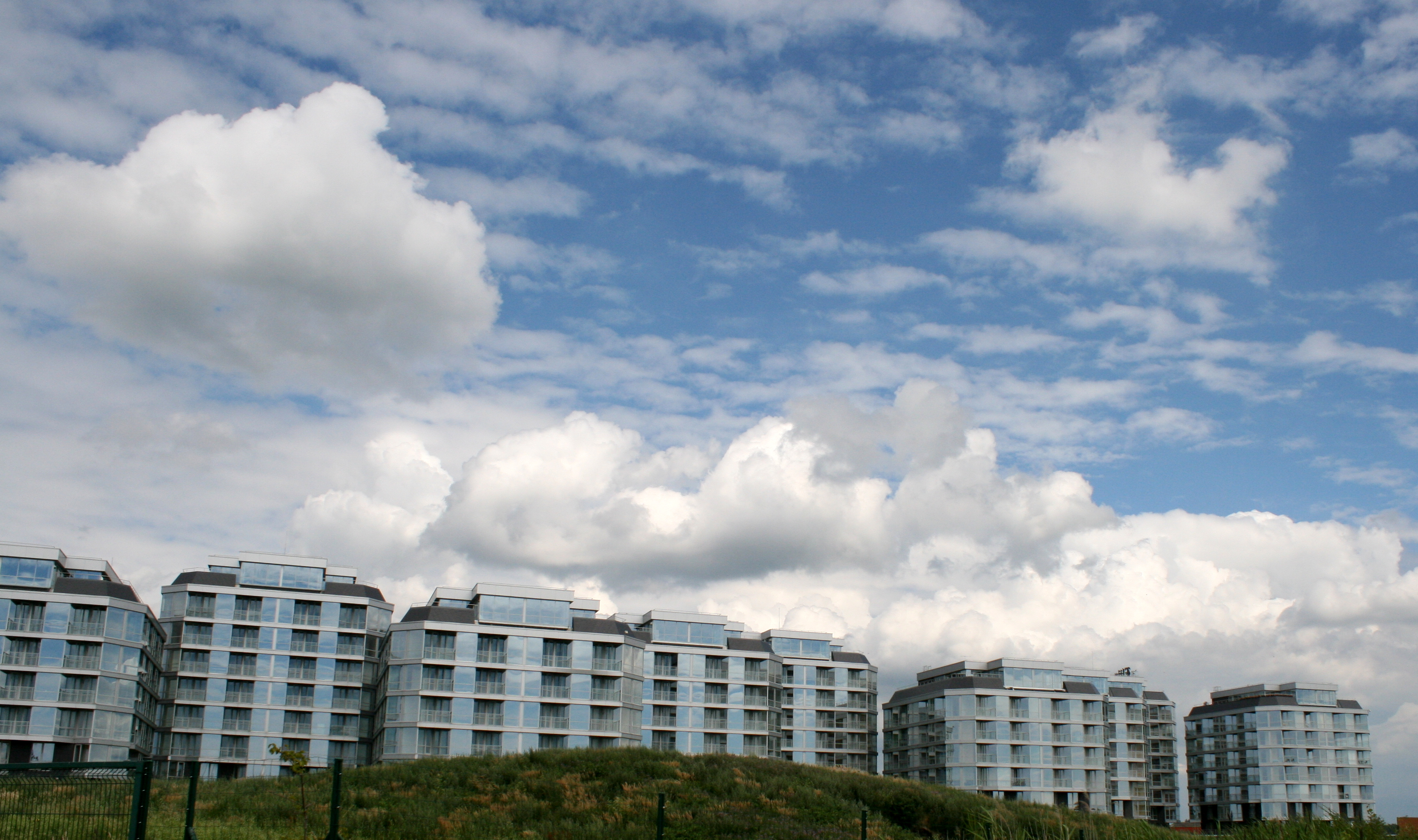
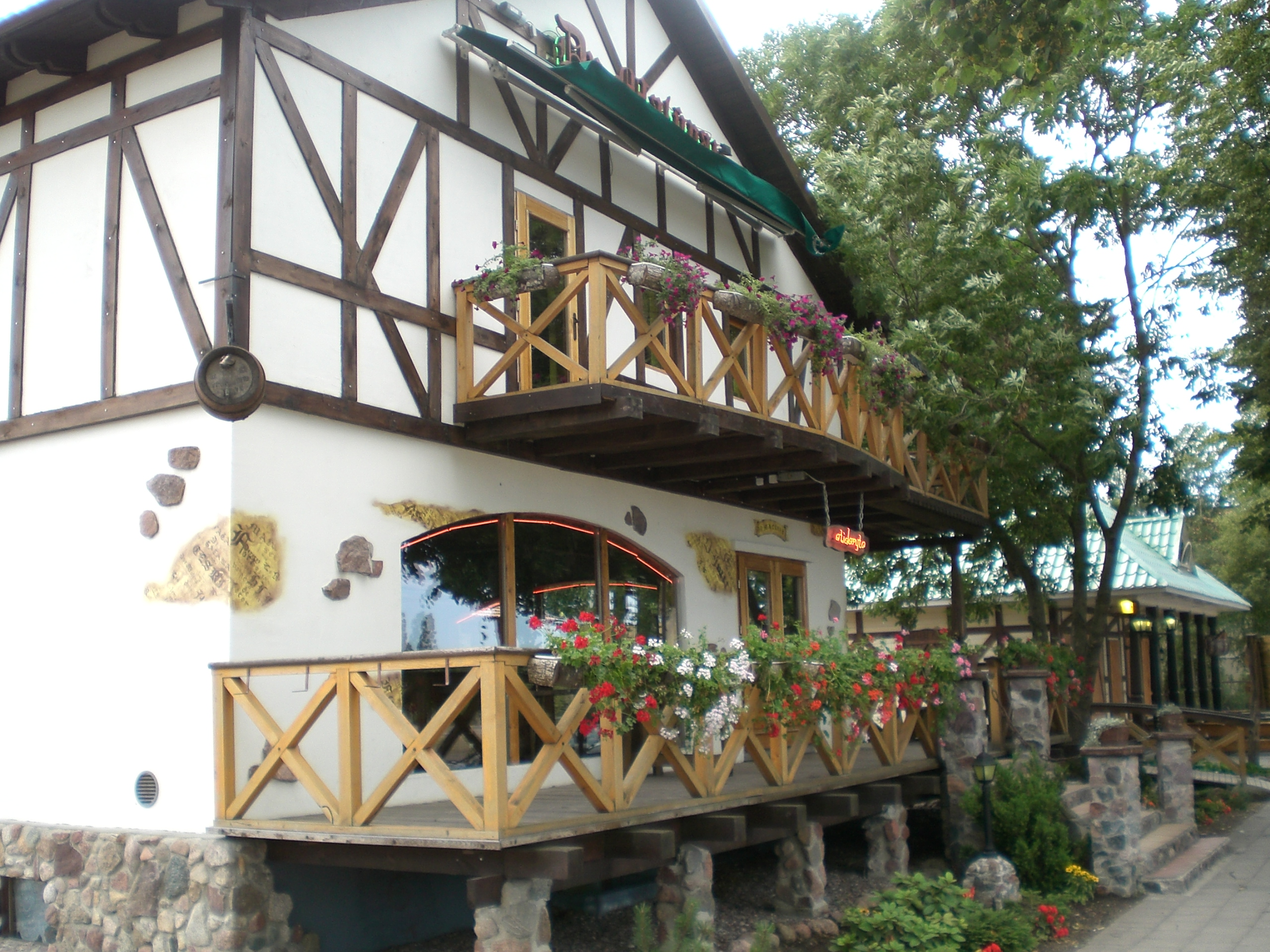

## Знамениті уродженці
- Миколас Орбакас — артист цирку, колишній чоловік співачки Алли Пугачової, батько Христини Орбакайте.
- Евалдас Кайріс (нар. 1990) — професійний баскетболіст